# Chesús Yuste
Chesús Yuste Cabello (Zaragoza, 6 de diciembre de 1963) es un escritor y político español miembro del partido nacionalista aragonés de izquierda Chunta Aragonesista, del que llegó a ser secretario general. Ha sido diputado por la provincia de Zaragoza tanto en las Cortes de Aragón como en el Congreso de los Diputados.

## Datos personales
Nacido y criado en la ciudad de Zaragoza (España), tras terminar sus estudios secundarios en el colegio La Salle-Gran Vía de la capital aragonesa, cursó la carrera de Historia y Geografía en la Universidad de Zaragoza, donde se licenció en la materia. Ha trabajado como técnico en comunicación. 

## Actividad política
De profundas ideas aragonesistas y progresistas, participó junto a un centenar de personas en la fundación del partido político Chunta Aragonesista (CHA) el 29 de junio de 1986. Encabezó la candidatura de su partido por la provincia de Zaragoza en las elecciones al Congreso de los Diputados de 1993, consiguiendo unos magros resultados que le impidieron ser elegido, pero que duplicaban los que había conseguido el partido en 1989. Tras asumir diversas responsabilidades internas, la IV Asamblea Nacional de CHA de enero de 1995 le eligió vicesecretario general. Unos meses más tarde, en las elecciones a Cortes de Aragón de 1995, fue elegido como uno de los dos primeros representantes de la Chunta en las Cortes, cargo que revalidaría sucesivamente en las elecciones de 1999, 2003 y 2007.
La V Asamblea Nacional de 1998 le designó secretario general, cargo que desempeñó hasta la VI Asamblea de 2001. Fue precisamente durante su mandato cuando el partido consiguió entrar por primera vez en el Congreso al resultar elegido diputado José Antonio Labordeta en las elecciones de 2000.
En las elecciones regionales de 2011 no se presentó como candidato, poniendo así fin a un dilatado período de 16 años como representante en el parlamento aragonés. Sin embargo, pocos meses más tarde volvió a encabezar la candidatura provincial en las elecciones al Congreso de los Diputados de 2011, esta vez formando CHA coalición con Izquierda Unida. En esta ocasión sí consiguió ser elegido para la décima legislatura, si bien el pacto entre las dos formaciones establecía que debía renunciar al cargo al cabo de 31 meses en favor del segundo candidato y miembro de Izquierda Unida, Álvaro Sanz. Dentro del Congreso, se integró en el grupo parlamentario de La Izquierda Plural, formado por los representantes de Izquierda Unida, Iniciativa por Cataluña Verdes y Chunta Aragonesista. Su intensa actividad parlamentaria motivó que diversos medios le señalaran como «el diputado más activo».

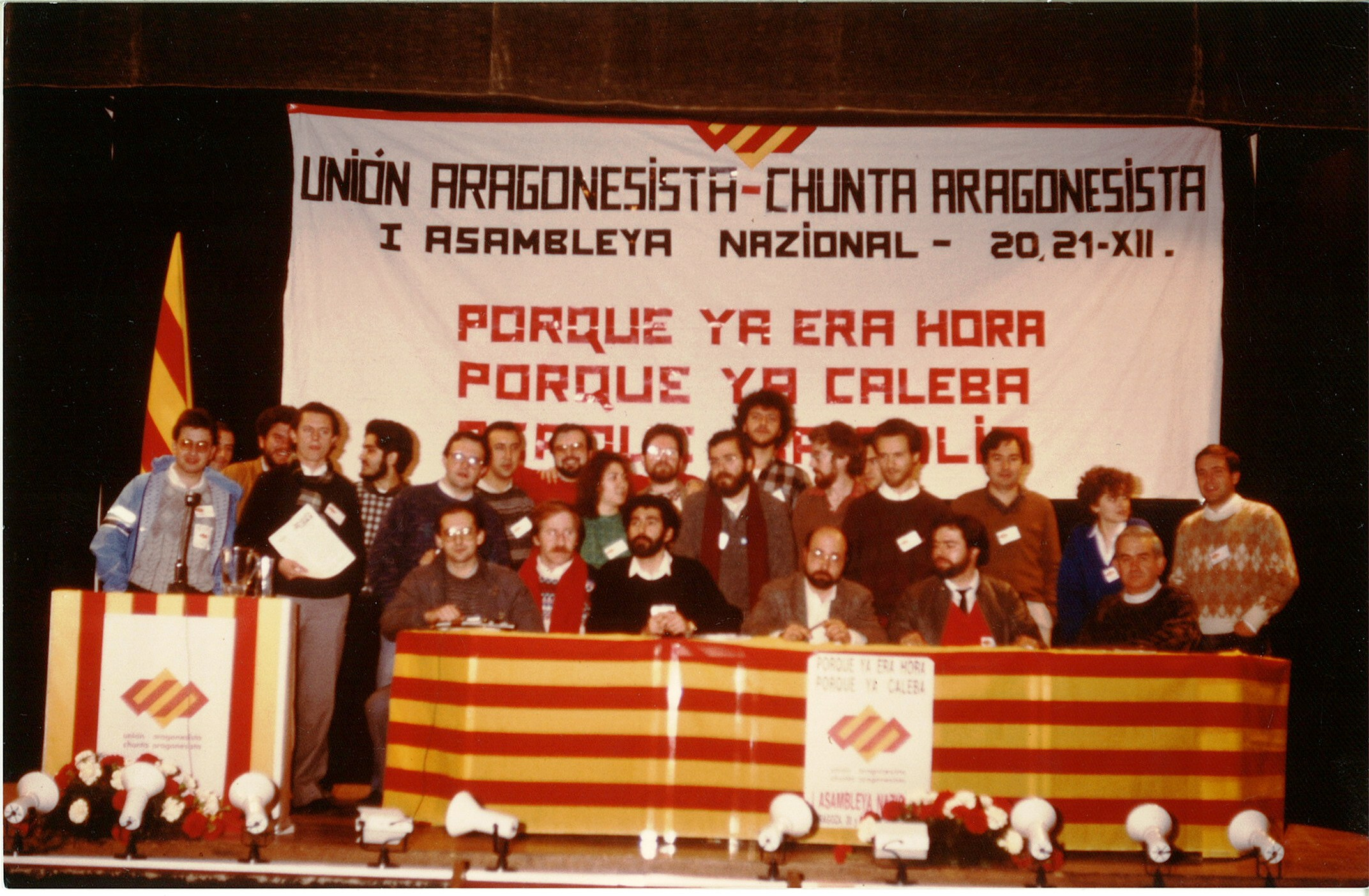
Chesús Yuste (de pie en el centro) durante la I Asamblea Nacional de CHA, en 1986.

Entre sus muchas actividades como diputado estuvo la de ser miembro y coordinador de la Asociación Parlamentaria en Defensa de los Animales (APDDA), una organización que integra a parlamentarios de diferentes fuerzas políticas preocupados por la protección de los animales. Entre las diversas iniciativas planteadas está la propuesta de retirar la categoría de Fiesta de Interés Turístico Nacional al Torneo del Toro de la Vega.
Yuste renunció a su acta de diputado en julio de 2014 en virtud del pacto electoral firmado por su partido con Izquierda Unida. Su despedida de la cámara vio como una parte de su última moción era apoyada por el Congreso por unanimidad.
Su larga trayectoria desempeñando tanto cargos internos como electos le convirtió en uno de los líderes más representativos de la Chunta Aragonesista.

## Actividad creativa
Publica en Internet «El blog de Chesús Yuste», en el que difunde sus ideas políticas. Simultáneamente, publica en el mismo medio el blog «Innisfree», en el que manifiesta su pasión por Irlanda, país con el que tiene estrechos lazos. Este último fue considerado por Lonely Planet Magazine, publicación en español de la editorial especializada en libros de viajes Lonely Planet, como «el blog en español más completo sobre Irlanda».
Libros de ficción publicados:
- La mirada del bosque (Paréntesis, Sevilla, 2010), novela policíaca ambientada en la Irlanda rural.[23][24][25]

- Regreso a Innisfree y otros relatos irlandeses (Xordica, Zaragoza, 2015), volumen de relatos cortos también ambientados en Irlanda.[26]

- Asesinato en el Congreso (Xordica, Zaragoza, 2017), novela negra ambientada en su experiencia como diputado en las Cortes Generales.[27][28][29]
- La memoria de la turba (Xordica, Zaragoza, 2020), novela policíaca ambientada en Irlanda, es el segundo libro de la serie que inició en La mirada del bosque.
- Jaque al reino (Doce Robles, 2022), novela histórica sobre la condesa doña Sancha de Aragón, que llegó a ser nombrada "Obispa" de Pamplona en 1082.

En obras colectivas:
- Los Borbones en pelota (Olifante, Zaragoza, 2014): 93 autores de hoy comentan las 93 láminas satíricas a todo color, en las que se caricaturizaba y ridiculizaba a personajes de la realeza, el gobierno y la aristocracia de la época del reinado de Isabel II.
- Cuando brote la cebada en las cunetas, en AA.VV., Relatos de la memoria herida (Desmemoriados/La Vorágine, Santander, 2019). Es un relato sobre la memoria democrática en relación con la guerra civil española y la posguerra.
- Resistir es vencer, en AA.VV., Alarma. Relatos desde el confinamiento (Imperium Ediciones, Zaragoza, 2020).

Libros de no ficción:
- Monasterios del Alto Aragón I (PRAMES, Zaragoza, 2020).
- Monasterios del Alto Aragón II (PRAMES, Zaragoza, 2020).
- Navatas y navateros (PRAMES, Zaragoza, 2021).